# Triệu Nguyên Nghiễm
Triệu Nguyên Nghiễm (趙元儼; 985 - 1044), thuỵ hiệu Chu Cung Túc vương (周恭肅王), là một Hoàng tử của nhà Tống, nổi tiếng hiền đức. Ông là con trai thứ tám của Tống Thái Tông Triệu Quang Nghĩa và là em trai của Tống Chân Tông. Ngoài ra, ông còn là Hoàng thúc trực hệ của Tống Nhân Tông.

## Thân Thế
Khi còn nhỏ, Triệu Nguyên Nghiễm đã nổi tiếng thông minh. Ông được Thái Tông xem trọng và thường đi dự yến tiệc cùng cha mình. Triệu Nguyên Nghiễm cũng được biết đến bởi lòng hiếu thảo của mình, luôn hầu hạ cho mẹ mỗi khi bà mắc bệnh. Không như những nhân vật khác trong Hoàng tộc, Triệu Nguyên Nghiễm say mê sách vở và thơ văn. Ông cũng đam mê thư pháp, học tập các bậc thầy Vương Hiến Chi và Vương Hi Chi.
Khi cháu ông Triệu Trinh nối nghiệp Hoàng vị, Lưu hậu buông rèm nhiếp chính. Để tránh chạm trán với Chương Hiến Hoàng thái hậu Lưu thị, Triệu Nguyên Nghiễm liền lánh mặt trong phủ, giả vờ bị mất trí. Chỉ sau khi Chương Hiến Minh Túc Lưu Hoàng hậu qua đời, ông mới trở lại điện và công cáo sự thật rằng Lý Thần phi, chứ không phải Lưu Hoàng hậu, mới là sinh mẫu của Hoàng đế. Chi tiết này được lưu truyền qua câu chuyện Ly miêu hoán Thái tử (狸猫换太子).
Chính trực liêm khiết, ông trở thành cánh tay đắc lực của Nhân Tông. Khi ông mắc bệnh nặng, Hoàng đế đã ngỏ lời tặng 5000 lạng bạc nhưng ông từ chối, bảo rằng: "Sơn hà xã tắc sao lại tốn tiền vì kẻ gần chết?" 

## Gia quyến
- Cha: Tống Thái Tông Triệu Quang Nghĩa (宋太宗赵光义)
- Mẹ: Đức phi Vương thị (德妃王氏)

### Thê thiếp
- Vương phi Trương thị (王妃张氏), con gái Chương Đức quân Tiết độ sứ Trương Vĩnh Đức (张永德), phong Kỳ Quốc, Hứa Quốc, Tấn Quốc phu nhân. Mất truy tặng Ngụy Quốc phu nhân (魏国夫人)
- Khang Quốc Thái phu nhân Lưu thị (康国太夫人刘氏)

### Dòng dõi
- Bác Bình hầu Triệu Doãn Hi (博平侯赵允熙), Hữu giám môn vệ Tướng quân, Trừ Châu Thứ sử, tặng Bác Châu Phòng ngự sứ
- Định vương Triệu Doãn Lương (定王赵允良), Bình Giang Tiết độ sứ, đổi Tương Dương Tiết độ sứ, Đồng bình chương sự, Thị trung, Thái bảo kiêm Trung Thư Lệnh
  - An Khang Quận vương Triệu Tông Giáng (安康郡王赵宗绛), tặng Thái sư, thụy Hiếu Vinh (孝荣)
  - Phổ An Quận vương Triệu Tông Lận (普安郡王赵宗蔺), tặng Tư không
  - Phùng Dực hầu Triệu Tông Sử (冯翊侯赵宗史)
  - Tín Đô Quận công Triệu Tông Cật (信都郡公赵宗劼)
  - Triệu Tông Dịch (赵宗易), tặng Thư Châu Đoàn luyện sứ
- Vĩnh Gia Quận vương Triệu Doãn Địch (永嘉郡王赵允迪; 1014 - 1048), tự Đức Mô (徳谟), Diệu Châu Quan sát sứ, Hữu giám môn vệ Đại Tướng quân, tặng Thái sư, thụy Tư Khác (思恪)
  - Triệu Tông Tượng (赵宗象), Thái tử Tả giám môn suất phủ suất
  - Tín An Quận vương Triệu Tông Túy (信安郡王赵宗粹; ? - 1120), tặng Thái bảo, thụy Khang Huệ (康惠)
- Bác Bình Quận vương Triệu Doãn Sơ (博平郡王赵允初; ? - 1064), lúc nhỏ gọi Doãn Tông (允宗), Ninh Quốc quân Tiết độ sứ, Đồng bình chương sự, tặng Trung Thư Lệnh, thụy An Cung (安恭)

## Trong văn học
Bát Vương Gia (八王家), hay Bát Hiền Vương (八賢王), là nhân vật quan trọng trong nhiều truyền thuyết về Dương gia tướng, Hô gia tướng, Địch Thanh và Bao Chửng. Nhiều tác phẩm viết tên ông là Triệu Đức Phương (趙德芳), trong lịch sử là anh em chú/bác của Triệu Nguyên Nghiễm, mất năm 981 khi vừa 22 tuổi, xảy ra trước khi các nhân vật lịch sử trong truyền thuyết được sinh ra.
Trong các tiểu thuyết, Bát Vương Gia kết hôn cùng cô ruột (có tác phẩm nói là chị ruột) của Địch Thanh. Với tư cách là hoàng thúc và nhiếp chính vương, ông đã nuôi dưỡng Nhân Tông từ tấm bé, bị đe dọa tính mạng trong âm mưu của Lưu Hoàng hậu.